# 다치바나 다네하루
다치바나 다네하루(일본어: 立花種温, 1812년 1월 19일 ~ 1849년 3월 6일)는 시모테도번의 2대 번주이다. 어릴적 이름은 소노조(総之丞)이며, 관위는 종5위하, 슈젠노카미(主膳正)이다.
시모테도번의 초대 번주 다치바나 다네요시의 맏아들로 태어났다. 1832년에 아버지가 사망하자 이듬해 그 뒤를 이어 번주가 되었다. 재임기에 덴포 대기근이 발생하여 번이 큰 피해를 입자 구제에 힘썼다. 1849년, 갑작스럽게 사망하였고, 아들이 없어 양자인 다치바나 다네유키가 가문을 계승했다.
| 전임 다치바나 다네요시 | 제2대 시모테도번 번주 (다치바나가) 1833년 ~ 1849년 | 후임 다치바나 다네유키 |